# Aphneopini

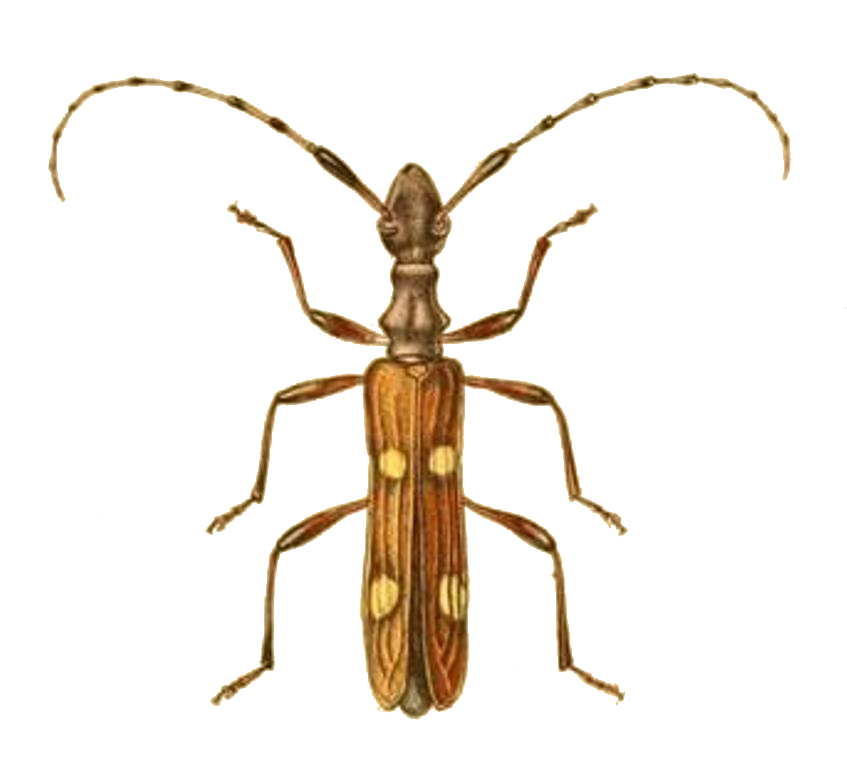
Aphneope quadrimaculata

Aphneopini (лат.) — триба жуков-усачей из подсемейства настоящих усачей (Cerambycinae). Встречаются в Австралии, Новая Каледонии и на Новая Гвинее.

## Описание
Тело удлиненное, среднего размера, длина от 10 до 40 мм. Глаза в основном почковидные, цельные (не полностью разделены на верхнюю и нижнюю доли). Усики в основном нитевидные, 11-члениковые, невооруженные; усики 11-члениковые, короткие, не выходят за кончик брюшка. Переднеспинка в целом удлиненная (заметно длиннее ширины), боковые края изменчивы, с отчетливыми острыми шипами или бугорками или без них. Вершины надкрылий без отчетливых шипов.

## Классификация
Триба включает 6 родов и около 20 видов. В составе трибы:
- Aphneope Pascoe, 1863
- Calaphneope Vives, Sudre, Mille & Cazères, 2011[4]
- Caledorion Vives & Sudre, 2015[5]
- Gnomodes Broun, 1893
- Zoedia Pascoe, 1862
- Zorion Pascoe, 1867